# رادیاتوری
رادیاتوری‌ها شکل‌های پاستا کوچک و چمباتمه‌ای هستند که گفته می‌شود شبیه رادیاتور هستند. اگرچه شایعه شده‌است که آنها در دهه ۱۹۶۰ توسط یک طراح صنعتی ساخته شده‌اند، اما اختراع آنها در واقع بین جنگ جهانی اول و دوم بوده‌است. آنها اغلب در غذاهای مشابه مانند روتل یا فوسیلی استفاده می‌شوند، زیرا شکل آنها با سس‌های غلیظ تر به خوبی کار می‌کند. آنها همچنین در کسرول، سالاد و سوپ استفاده می‌شوند. این شکل گاهی ماکارونی پاگودا نامیده می‌شود.

## شکل
رادیاتورها تا حدودی شبیه فوسیلی هستند، اما معمولاً کوتاه‌تر و ضخیم‌تر هستند و لبه‌های ژولیده دارند و دور پاستا می‌چرخند. آنها بر اساس یک دستگاه گرمایش صنعتی قدیمی مدل‌سازی شده‌اند، داشتن یک «لوله» مستقیم با باله‌های هم مرکز و موازی. طراحی آنها حفره‌هایی برای به دام انداختن سس ایجاد می‌کند.